# لنینسکویه (شهرستان میشکینسکی، باشقیرستان)
لنینسکویه (انگلیسی: Leninskoye, Mishkinsky District, Republic of Bashkortostan) یک شهرک در شهرستان میشکینسکی استان باشقیرستان کشور روسیه است.